# Cerkiew św. Michała Archanioła w Ropicy Górnej
Cerkiew św. Michała Archanioła w Ropicy Górnej – dawna cerkiew greckokatolicka, wzniesiona w 1819 w Ropicy Górnej.
Po 1947 przejęta przez kościół rzymskokatolicki. Obecnie użytkowana jako kościół filialny parafii Wniebowzięcia Najświętszej Maryi Panny w Małastowie.
Cerkiew wpisano na listę zabytków w 1972 i włączono do małopolskiego Szlaku Architektury Drewnianej. 

## Historia obiektu
Zbudowana w 1819. Na przełomie XIX i XX w. została przebudowana, pierwotne kopuły zastąpiono dachami kalenicowymi. Odnowiona w 1967, ponownie pokryto gontem w 1985. Ostatni remont przeprowadzono w 2008.

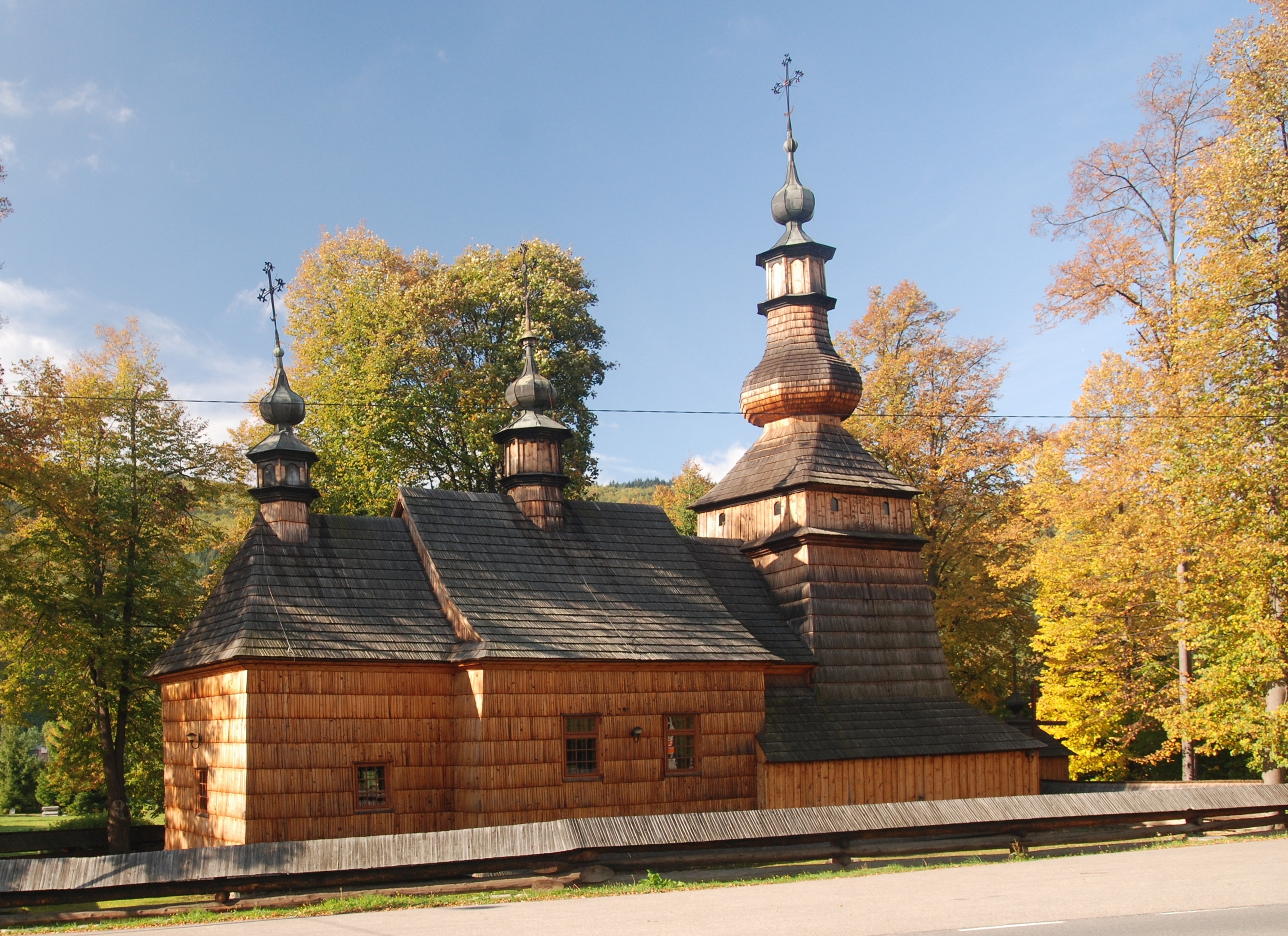
Widok od strony północnej
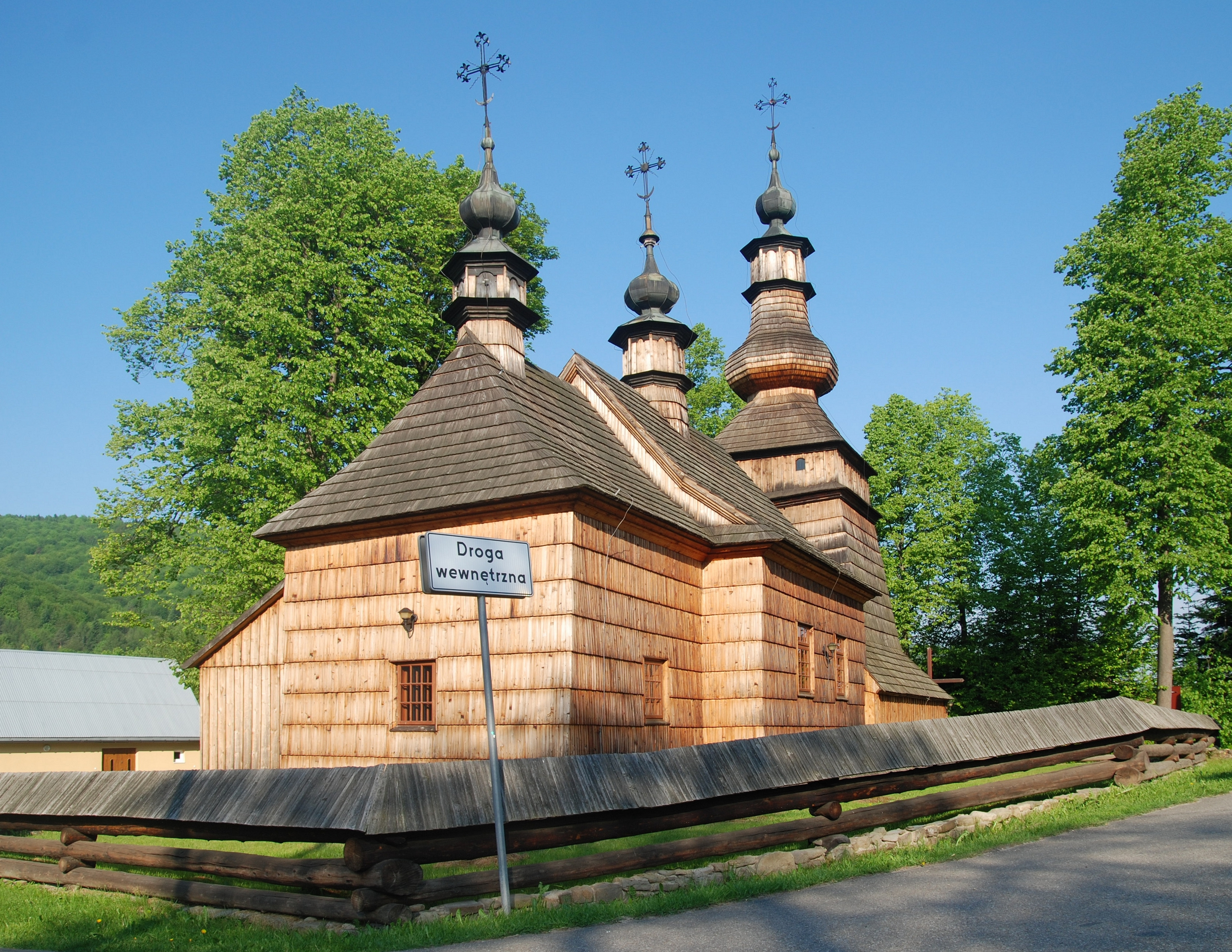
Od prezbiterium
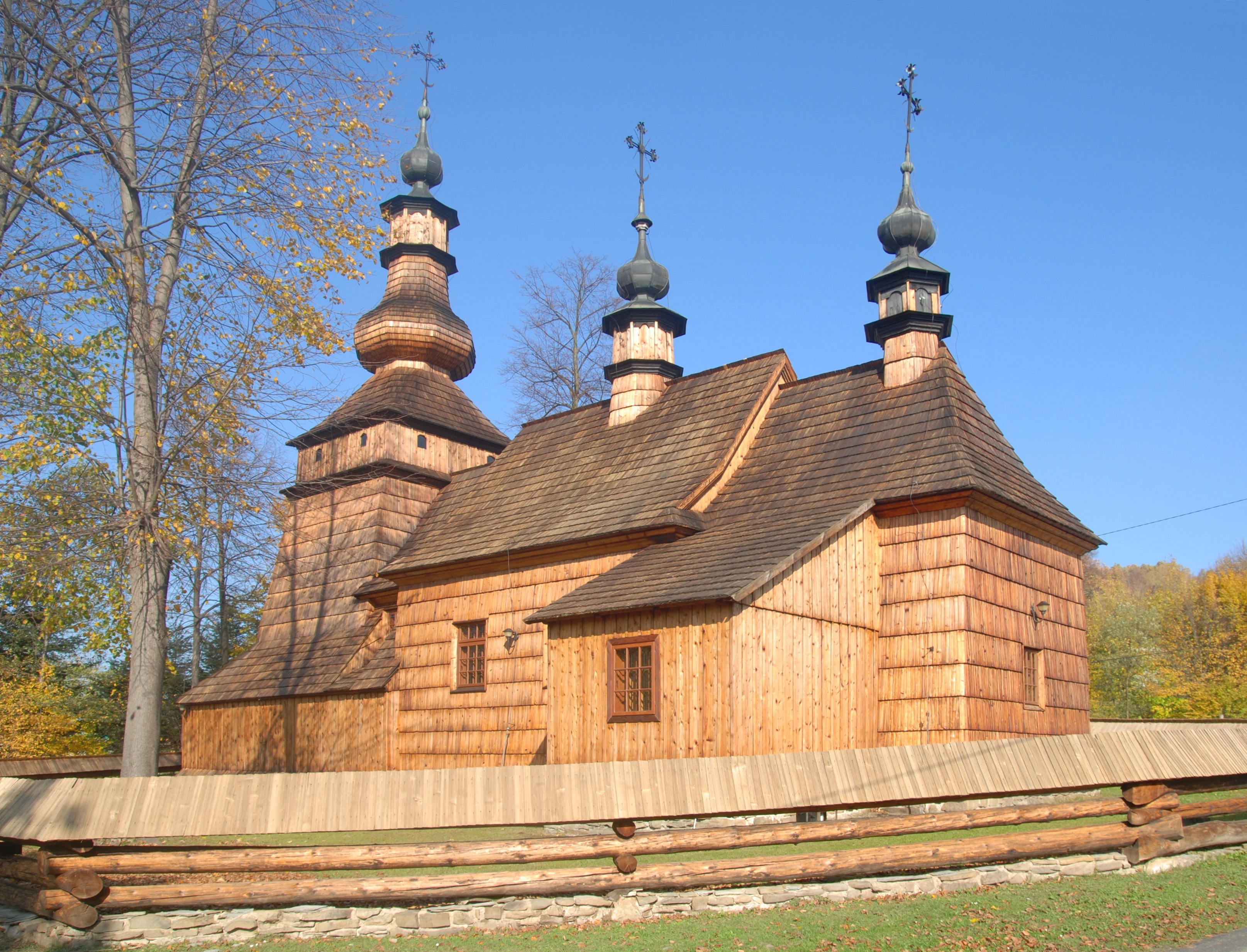
Elewacja południowa

## Architektura i wyposażenie
Jest to budowla drewniana konstrukcji zrębowej, trójdzielna, z wydłużoną nawą, z prezbiterium węższym od nawy zbliżonym do kwadratu. Babiniec częściowo skryty pod słupowo-ramową wieżą o pochyłych ścianach. Hełm wieży zwieńczony baniasto z pozorną latarnią. Nietypowo, bo po południowej stronie sanktuarium znajduje się zakrystia. Nawa nakryta dachem dwuspadowym, prezbiterium – trójspadowym. Na kalenicach dachów wznoszą się wieżyczki zwieńczone małymi baniami. Ściany oszalowane pionowo.
Wnętrze nakryte płaskimi stropami ozdobionymi ornamentalną dekoracją malarską ze sceną Przemienienia na Górze Tabor z przełomu XIX–XX w. Najcenniejszym elementem wyposażenia jest XVIII-wieczny ikonostas wykonany w stylu rokokowym oraz późnobarokowe: dwa ołtarze boczne i ołtarz główny z baldachimem i tabernakulum.

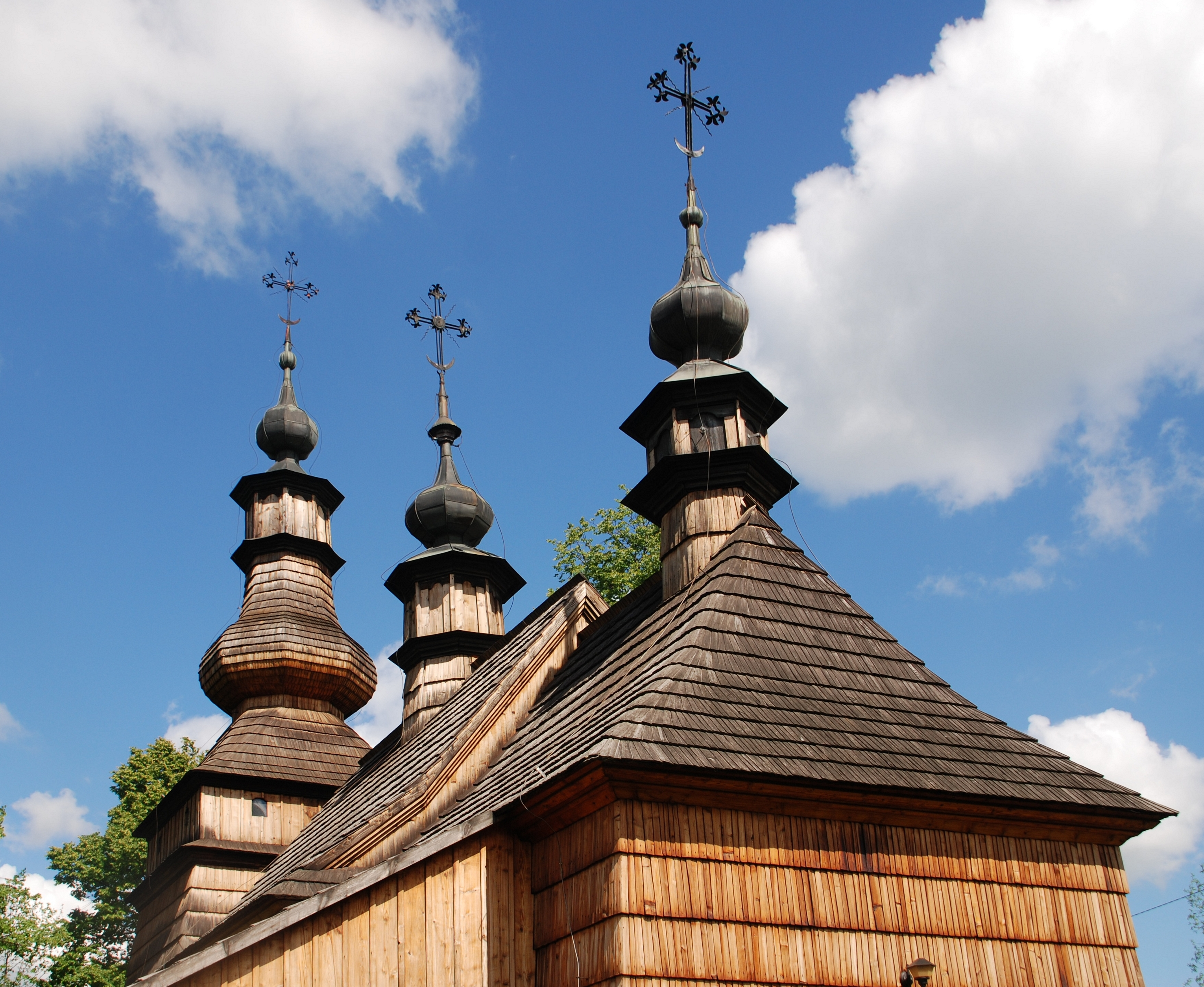
Wieże
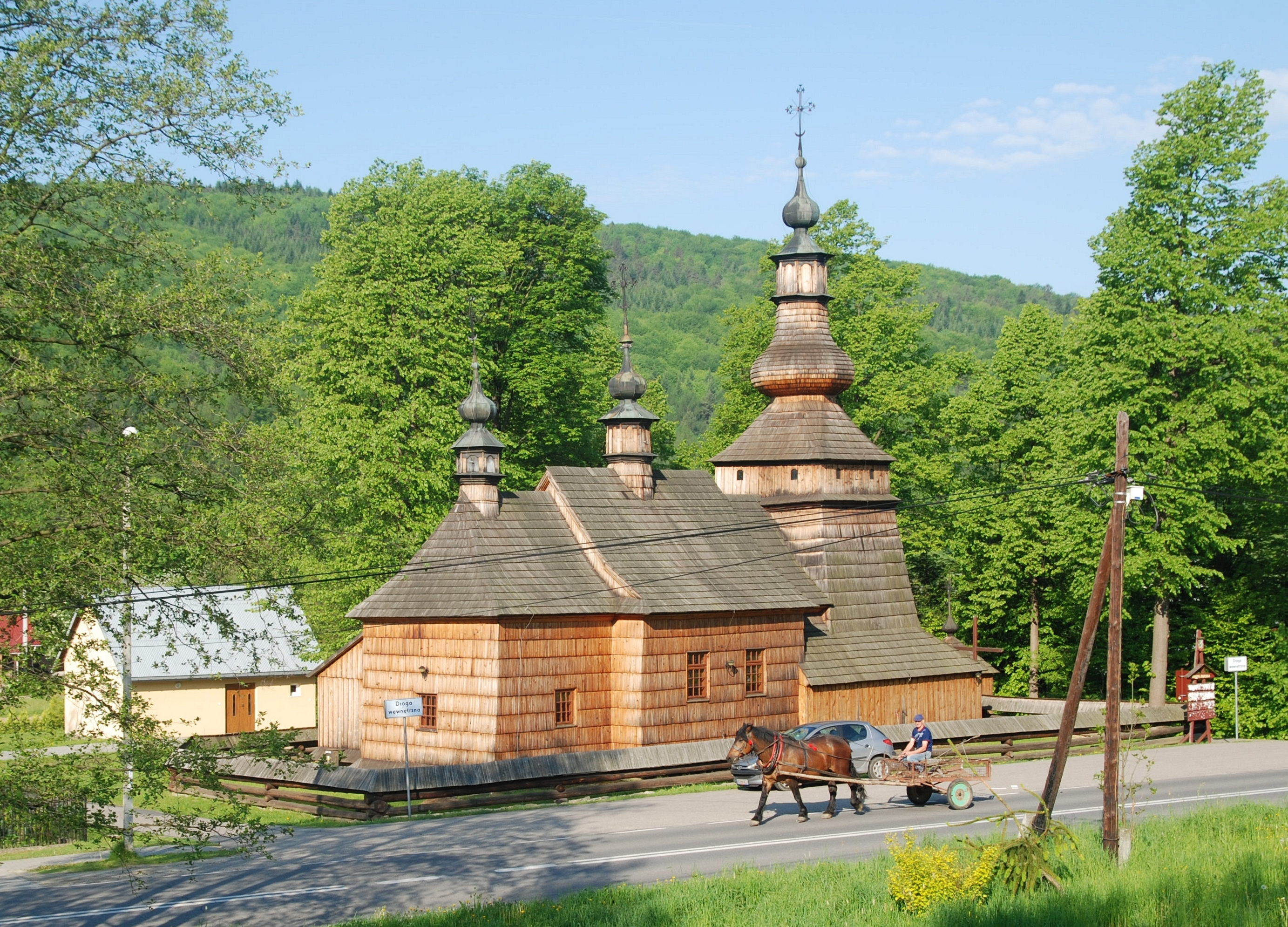
Widok ogólny

## Wokół cerkwi
Teren wokół cerkwi otoczony jest ogrodzeniem z bali przykrytym gontowym daszkiem, ze słupowo-ramową bramką z daszkiem zwieńczonym baniastym hełmem z krzyżem.  
Cerkiew w Ropicy Górnej jest typowym przykładem zachodniołemkowskiego budownictwa cerkiewnego.